# Маніке-ду-Інтенденте
Маніке-ду-Інтенденте (порт. Manique do Intendente; МФА: [mɐ.ˈni.kɨ du ĩ.tẽ.ˈdẽ.tɨ]) — парафія в Португалії, у муніципалітеті Азамбужа. Розташована в західній частині країни, на теренах історичної португальської провінції Ештремадура. Входить до складу округу Лісабон. За адміністративним поділом, чинним до 1976 року, терени парафії були складовою провінції Рібатежу. Належить до Лісабонського патріархату Католицької церкви. Патрон — святий Петро. Площа — 35,7028 км². Населення — 1216 ос. (2011). Слабо урбанізований регіон. Густота населення — 34,06 осіб/км²
. Код — 110305.

## Населення
| Кількість мешканців | Кількість мешканців | Кількість мешканців | Кількість мешканців | Кількість мешканців | Кількість мешканців | Кількість мешканців | Кількість мешканців | Кількість мешканців | Кількість мешканців | Кількість мешканців | Кількість мешканців | Кількість мешканців | Кількість мешканців | Кількість мешканців |
| ------------------- | ------------------- | ------------------- | ------------------- | ------------------- | ------------------- | ------------------- | ------------------- | ------------------- | ------------------- | ------------------- | ------------------- | ------------------- | ------------------- | ------------------- |
| 1864                | 1878                | 1890                | 1900                | 1911                | 1920                | 1930                | 1940                | 1950                | 1960                | 1970                | 1981                | 1991                | 2001                | 2011                |
| 1 765               | 2 176               | 2 479               | 2 864               | 3 212               | 2 434               | 2 505               | 2 911               | 3 099               | 2 872               | 2 238               | 2 115               | 1 374               | 1 392               | 1 216               |